# 清水明彦
清水 明彦（しみず あきひこ、1962年1月30日 - ）は、日本の俳優、声優。文学座所属。千葉県出身。文学座研究所出身。

## 人物
趣味･特技は英語劇、タップダンス。

## 出演

### テレビドラマ
- NHK大河ドラマ
  - 翔ぶが如く（1990年） - 浅野長勲
  - 武蔵 MUSASHI（2003年） - 阿部右京
- 月曜ドラマスペシャル 悲しくてやりきれない（1992年、TBS）
- 私はニュースキャスター 迷惑でしょうが（1995年、TBS）
- 火曜サスペンス劇場（日本テレビ）
  - 指名手配・1（1998年）
  - 転勤判事3 娘の結婚式の前日父親が襲われた 残された3切れの庄内メロンの証言（1998年）
- 夢のカリフォルニア 第5話（2002年、TBS）
- 金曜時代劇 秘太刀 馬の骨 第3話「拳割り」（2005年、NHK） - 三宅重兵衛
- 臨場 続章 第7話「声」（2010年、テレビ朝日） - 大貫孝編集長
- レジデント〜5人の研修医 第1話（2012年、TBS）
- 遺留捜査 最終話「消えた遺留品」（2013年、テレビ朝日） - 横手良雄
- ザ・ボディーガード〜裁判官を身辺警護せよ!（2013年、テレビ東京） - 光男
- 相棒（EX）
  - season12 第1話「ビリーバー」（2013年） - 公安職員
  - season17 第9話「刑事一人」（2018年） ‐ 大澤一郎

### 映画
- ストーンエイジ（2005年）
- メタセコイヤの木の下で（2005年）
- 魂の教育（2008年）
- テルマエ・ロマエ（2012年） - 声の出演
- 最高の人生の見つけ方（2019年）

### バラエティ
- コズミックフロント（NHK-BSプレミアム） - 再現ドラマ部分に顔出し出演
  - 「いにしえの天文学者 安倍晴明」（2020年11月26日）
  - 「江戸のダ・ヴィンチ 国友一貫斎」（2021年11月18日）

### 舞台
- 新 オズの魔法使い - ブリキマン
- 銀河鉄道の夜
- 初雷 - 津田篤志
- すべて世は事も無し - ホーマー
- 沈黙と光 - パブロ・ウラタ・ヤスオ
- ドン・ジュアン - スガナレル
- バラード - 田中俊孝
- ベンゲット道路第六の男
- ファニー・マネー - ヘンリー
- リチャード三世
- ドクターズジレンマ[4]
- わが町[5]
- 野良豚 Wild Boar[6]
- 燃える花嫁[7]

### テレビアニメ
- 名探偵コナン（1998年） - 藪内義行
- 四畳半神話大系（2010年） - 脳内E〈側頭葉さん〉
- 機動戦士ガンダムUC RE:0096（2016年） - テストパイロット
- ゾイドワイルド（2019年） - 屋敷の主

### 劇場アニメ
- ギブリーズ episode2（2002年）

### OVA
- 機動戦士ガンダムUC（2010年） - テストパイロット[8]

### Webアニメ
- TIGER & BUNNY 2（2022年、ランドル・アプトン）

### ゲーム
- AZEL -パンツァードラグーン RPG-（1998年） - キトール
- Microsoft Flight Simulator X（2007年）
- 機動戦士ガンダムUC(プレイステーション3)（2012年） - テストパイロット

### 吹き替え

#### 担当俳優
ジェイソン・フレミング
- フロム・ヘル（ネトリー）※テレビ東京版
- ミラーズ（ラリー・バーン刑事）
- リーグ・オブ・レジェンド/時空を超えた戦い（ヘンリー・ジキル博士 / エドワード・ハイド氏）※劇場公開版

パトリック・フィッシュラー
- キャッスル 〜ミステリー作家は事件がお好き シーズン5 #8（レオ）
- クリミナル・マインド6 FBI行動分析課（ジャック・フェイヒー）
- SUITS/スーツ（エリオット・ステンプル弁護士）

#### 映画（吹き替え）
- アド・アストラ（ローレンス〈ドニー・ケシュウォーズ〉[9]）
- アバター（ノーム・スペルマン〈ジョエル・ムーア〉[10]）
- アバター:ウェイ・オブ・ウォーター（ノーム・スペルマン〈ジョエル・ムーア〉[11]）
- アポロ13 ※フジテレビ版
- 甘い人生
- アメリア 永遠の翼（フレッド・ヌーナン〈クリストファー・エクルストン〉）
- アンセイン 〜狂気の真実〜（デヴィッド〈ジョシュア・レナード〉）
- アンダーワールド: エボリューション（アンドレアス・タニス〈スティーヴン・マッキントッシュ〉）
- アンダーワールド ビギンズ（アンドレアス・タニス〈スティーヴン・マッキントッシュ〉）
- イーナちゃんとテディベア（パパ〈トーマス・ヘーデングラン〉）
- 家の鍵（アルベルト〈ピエルフランチェスコ・ファヴィーノ〉）
- イギリスから来た男
- ウォークラフト（モローズ〈カラム・キース・レニー〉）
- 美しい人（アンドリュー〈ウィリアム・フィクナー〉）
- 英雄の条件（ビン・リー・カオ大佐、ヘイスティングス大尉〈ライアン・ハースト〉）※ソフト版
- エクセス・バゲッジ/シュガーな気持ち（スティック〈ニコラス・タートゥーロ〉）
- X-MEN2 ※テレビ朝日版
- エボリューション（フレミング大佐〈タイ・バーレル〉）※ソフト版
- オーメン（キース・ジェニングス〈デヴィッド・シューリス〉）
- 狼たちの鎮魂歌（リリー・ヴァレンティーノ）
- かいじゅうたちのいるところ（学校の先生〈スティーブ・モウザキス〉）
- カニング・キラー/殺戮の沼（マット・コリンズ〈ギデオン・エメリー〉）
- カントリーベアーズ（チーツ）
- キャプテン・ウルフ
- キラー・バグズ（エリオット）
- キング・アーサー（ホートン）
- クルックリン（トニー・アイズ〈デヴィッド・パトリック・ケリー〉）
- クレイジー・リッチ!（ワイ・ムン・ゴウ〈ケン・チョン〉）
- 黒い司法 0%からの奇跡（ラルフ・マイヤーズ〈ティム・ブレイク・ネルソン〉）
- クロウ 復讐の翼（ピーター・ウォルシュ）
- ケイヴ・フィアー（プレストン〈マット・マッコイ〉）
- 刑事マディガン（ミジェット・カステグリオーニ〈マイケル・ダン〉）※ソフト版
- コートに賭ける奇跡（マーシャル・シュロツキー）
- GOAL!2（ブルチャガ）
- ザ・エージェント（チャド）※ソフト版
- サージェント・ペッパー ぼくの友だち（ステファン・シュルテ）
- G.I.ジェーン（ロイス〈ジェイソン・ベギー〉）※ソフト版
- 幸せのきずな（ジル・プレヴィック〈ダーモット・マローニー〉）
- 幸せのレシピ（ショーン）
- ジェラティノス（シンプキンズ、トム・ノートン）
- シックス・デイ（ハンク・モーガン〈マイケル・ラパポート〉）※日本テレビ版
- 終着駅 トルストイ最後の旅（セルゲーエンコ）
- 人生の動かし方（カーター・ロック〈テイト・ドノヴァン〉）※VOD版
- STAG スタッグ（ジョン・パーマー〈クリストファー・アトキンズ〉）
- スノーホワイト（ウィル〈ギル・ベローズ〉）
- スパイダーマン2（デイヴィス医師）
- ゼア・ウィル・ビー・ブラッド（ヘンリー〈ケヴィン・J・オコナー〉）
- セレンディピティ（ラース・ハモンド〈ジョン・コーベット〉）※ソフト版
- 戦争と平和（ドーロホフ大尉〈ヘルムート・ダンティーン〉）※ソフト版
- 続・激突!/カージャック（マックスウェル・スライド巡査〈マイケル・サックス〉）※ソフト版
- ゾンビナイト（マーク）
- ダーク・シャドウ（ロジャー・コリンズ〈ジョニー・リー・ミラー〉）
- ダークナイト ライジング（ジョン・ダゲット〈ベン・メンデルソーン〉）
- チャーリーズ・エンジェル フルスロットル（レイ・カーター〈ロバート・パトリック〉）
- テイキング・ライブス（ハート〈キーファー・サザーランド〉）※ソフト版
- デジャヴ（スタルハス〈リッチ・ハッチマン〉）
- デトネーター（ジョゼフ・ボスタネスク〈ティム・ダットン〉）※ソフト版
- 天国へのシュート（エリック〈トーマス・アクダ〉）
- トゥー・ブラザーズ（ゼルビーノ〈ヴァンサン・スカリート〉）※ソフト版
- 年下のひと（ポール・ド・ミュッセ）
- トランスフォーマー（ホズニー先生）
- トリコロールに燃えて（ルシアン）
- ナイト・オブ・ザ・スカイ（セーズ）
- ナルニア国物語/第2章: カスピアン王子の角笛（ニカブリク〈ワーウィック・デイヴィス〉）
- 2012（ゴードン・シルバーマン〈トム・マッカーシー〉）
- NOセックス、NOライフ!（フランシス）
- ノッティングヒルの恋人（スパイク〈リス・エヴァンス〉）※日本テレビ版
- 陪審員（ダニエル）※日本テレビ版
- パイレーツ・オブ・カリビアン/生命の泉（衛兵隊長）
- 八月のクリスマス（ジョンウォン〈ハン・ソッキュ〉）
- ハリー・ポッターと炎のゴブレット（イゴール・カルカロフ〈ペジャ・ビヤラク〉[12]）
- ビッグママ・ハウス3（チャーコフ〈トニー・カラン〉）
- ピノッキオ（ネコ）
- ビューティー・ショップ（ジェームズ）
- フールズ・ゴールド/カリブ海に沈んだ恋の宝石（アルフォンズ〈ユエン・ブレムナー〉）
- ファンタスティック・フォー 超能力ユニット ※ソフト版
- 15ミニッツ（エミル・スロバック〈カレル・ローデン〉）※日本テレビ版
- フォー・ウェディング
- 武道実務官（サンウ）
- プラトーン（ウォルフ小隊長〈マーク・モーゼス〉）※ソフト版
- プランケット&マクレーン（ロチェスター卿〈アラン・カミング〉）
- フランケンシュタイン（怪物〈ルーク・ゴス〉）
- ブリジット・ジョーンズの日記（面接官）
- ブレイド3（エドガー・バンス博士〈ジョン・マイケル・ヒギンズ〉）※ソフト版
- ペイバック（ヴァル・レスニック〈グレッグ・ヘンリー〉）※日本テレビ版
- ベイブ（フェルディナンド〈ダニー・マン〉）※ソフト版
- ベイブ/都会へ行く（フェルディナンド〈ダニー・マン〉）※ソフト版
- ベン10 時との戦い（カール・テニスン）
- ヘンリー・フール（ヘンリー・フール〈トーマス・ジェイ・ライアン〉）
- 保険調査員フランク25（ロニー・ローゼンゴールド〈ケヴィン・ポラック〉）
- 星の王子 ニューヨークへ行く（セミ / モーリス / ブラウン牧師 / ゲイボーイ〈アーセニオ・ホール〉）※日本テレビ版
- マイアミ・バイス（アロンゾ・スティーヴンズ〈ジョン・ホークス〉、アイヴァン〈パシャ・D・リチニコフ〉）※ソフト版
- マインドハンター（ビンス〈クリフトン・コリンズ・Jr〉）
- マチルダ（FBI捜査官ボブ〈ポール・ルーベンス〉）
- ミルク（ハーヴェイ・ミルク〈ショーン・ペン〉）
- モネ・ゲーム（マーティン〈スタンリー・トゥッチ〉）
- モ'・ベター・ブルース（モー・フラットブッシュ〈ジョン・タトゥーロ〉）
- ヤンヤン 夏の想い出（ミゴ）
- ライフ・イズ・コメディ! ピーター・セラーズの愛し方（テッド・リーヴィ）
- ライフ・イズ・ビューティフル（ブルーノ）※テレビ朝日版
- ラストサマー3（シェリフ・ジョン・ハフナー〈K・C・クライド〉）
- ラビット・ホール（ハウイー・コーベット〈アーロン・エッカート〉）
- リーグ・オブ・レジェンド/時空を超えた戦い（サンダーソン・リード）※ソフト版
- LUCY/ルーシー（デル・リオ〈アムール・ワケド〉）
- レッズ（グリゴリー・ジノヴィエフ〈ジャージ・コジンスキー〉）
- レッドベルト 傷だらけのファイター
- レディ・イン・ザ・ウォーター（クリーブランド・ヒープ〈ポール・ジアマッティ〉）
- ローマの休日（マリオ・デラーニ〈パオロ・カルリーニ〉）※日本テレビ旧録版
- 蝋人形の館（死骸の掃除人〈デイモン・ヘリマン〉）
- ロックンローラ（バーティ）
- ワールズ・エンド 酔っぱらいが世界を救う!（スティーヴン・プリンス〈パディ・コンシダイン〉）

#### ドラマ
- アリー my Love
- ALCATRAZ/アルカトラズ（キット・ネルソン〈マイケル・エクランド〉）
- ALPHAS/アルファズ（ジョナス・イングリン〈ギャレット・ディラハント〉）
- ER緊急救命室
  - シーズン9 #19（ジェームズ〈ジョニー・スニード〉）
  - シーズン10 #22（ミニアード〈アラン・コルマン〉）
  - シーズン11（カーケンドル〈ラファエル・スバージ〉）
  - シーズン14（ラムジー〈パトリック・キャシディ〉）
- イ・サン
- WITHOUT A TRACE/FBI 失踪者を追え!（ダレン・ハワード、リック）
- 宮廷女官チャングムの誓い（パク・クマン〈イ・サンチョル〉）
- 救命医ハンク3 セレブ診療ファイル #14（ガブリエル・グリーソン〈ジェイク・ウェバー〉）
- ギルモア・ガールズ（Dr.シュルツ）
- クローザー シーズン4 #6（ブライアン・モンロー〈ジェイミー・マクシェーン〉）
- 刑事ナッシュ・ブリッジス シーズン2 #8（ゲリー・グラハム〈レイ・マッキノン〉）
- 刑事ルーサー（イアン・リード〈スティーヴン・マッキントッシュ〉[13]）
- ザ・ケイプ:宇宙からの生還（ジャック・ライルズ〈アダム・ボールドウィン〉）
- 殺人の足跡 マーダーランド（ホイッテカー〈アンドリュー・ティアナン〉）
- ザ・ホスピタル（ホン・ウェイ〈テンダー・ホァン〉）
- ザ・ホワイトハウス（マット・サントス〈ジミー・スミッツ〉）
- シークエスト
  - パイロット版（ティモシー・オニール大尉〈テッド・ライミ〉）
  - シーズン2 #15（アヴァターラ / チャーリー〈ラファエル・スバージ〉）
- SHERLOCK（シャーロック）2
- 15の不思議な物語（ワトソン）
- 主任警部モース 森を抜ける道（デイヴ・マイクルズ）
- 新アウターリミッツ（シーコア）
- スーパースティション：悪霊退治（バックリー市長〈リック・ライツ〉）
- スティーブン・キングの悪魔の嵐（カーク・フリーマン）※ソフト版
- スパルタカス（オルシノ）
- CHASE/逃亡者を追え!（エドワード・“ロボ”・ロペス）
- チャームド 〜魔女3姉妹〜（マシュー・テイト）
- デスパレートな妻たち5（ブルース）
- デスパレートな妻たち8（スコット〈リチャード・ルコロ〉）
- 鉄の王 キム・スロ（テガン〈ユ・オソン〉）
- ドールハウス Dollhouse シーズン2 #10（クライド・ランドルフ〈アダム・ゴドリー〉）
- 24 -TWENTY FOUR-（クー・イン総領事〈フランソワ・チャウ〉）
- 逃亡者 デッドエンド（ショーン・デヴリン〈クレイグ・パーキンソン〉）
- ドクター・フー（ダーレク）
- どこかでなにかがミステリー（警察署長）
- NUMBERS 天才数学者の事件ファイル シーズン6 #6（フロイド・メイボーン〈ジョン・マイケル・ヒギンズ〉）
- バーン・ノーティス 元スパイの逆襲 シーズン4（ヴィンス・カトラー〈リス・コイロ〉）
- HAWAII FIVE-0（ケヴィン・グリード）
  - シーズン8 #5（セバスチャン〈ジェームズ・フレイン〉）
- V.I.P.（スティーブ・ウィズナー）
- 不思議なオパール（マーレー）
- プリーチャー（アドルフ・ヒトラー / デヴィッド・ヒトラー〈ノア・テイラー〉）
- ブルーブラッド 〜NYPD家族の絆〜（ライル・グリーン）
- ボードウォーク・エンパイア2 欲望の街
- ホーンブロワー 海の勇者 #4（エドリントン伯爵）
- ボディ・オブ・プルーフ3 死体の証言 #9（ジェームズ・ローソン弁護士）
- ホテル・バビロン（トニー）
- ホワイトカラーシーズン2 #12（アンドリュー・コリンズ〈リチャード・ショート〉）
- ミステリー・グースバンプス（パパ）
- ミステリー・ゾーン シーズン1 #3（ピート・グラント〈ダグ・マクルーア〉）※ソフト版
- ミディアム 霊能者アリソン・デュボア（ジョー・デュボア〈ジェイク・ウェバー〉）
- 名探偵ポワロ ビッグ・フォー（タイソー〈トム・ブルック〉）※NHK版
- 名探偵モンク5、6
- Major Crimes 〜重大犯罪課 シーズン4 #8（ジェリー・シェイFBI特別捜査官〈アラン・ラック〉）
- THE MENTALIST メンタリストの捜査ファイル #14（ケヴィン・ヘイトリー〈デヴィッド・バーク〉）
- 愉快なシーバー家（モーリス）
- ラスベガス（ケニー〈ハーランド・ウィリアムズ〉）
- LEFTOVERS/残された世界（マット〈クリストファー・エクルストン〉）
- レリック・ハンター 秘宝を探せ（メリット）
- LAW & ORDER:性犯罪特捜班 #16（ジミー・ウォルプ〈デニス・オヘア〉）
- LOST シーズン4 - 6（ダニエル・ファラデー〈ジェレミー・デイビス〉）
- 私の名前はキム・サムスン（ヘンリー・キム〈ダニエル・ヘニー〉）

#### アニメ
- アニマル天国は今日も晴れ（ロイ）
- アズールとアスマール
- FはFamilyのF
- おさるのジョージ
- きょうはみんなでクマがりだ（パパ）
- ジャッキー・チェン・アドベンチャー（バルモン、ジョン・スミス、ラリー・フランクリン、ダークハントの新入り）
- ティーン・タイタンズ（ブラザー・ブラッド）
- ファインディング・ニモ（バブルス）
- ファインディング・ドリー（バブルス）
- ベン10（カール・テニスン）
  - ベン10：エイリアンフォース（カール・テニスン）
- ライオン・キングのティモンとプンバァ
- リトル・レッド レシピ泥棒は誰だ!?（ビル刑事）

#### その他
- アプレンティス/セレブたちのビジネス・バトル（トム・グリーン）
- UFC登竜門 ジ・アルティメットファイター

### ラジオドラマ
- NHK-FM FMシアター
  - 「井戸に吠える」（2014年）
  - 「夜市」（2015年）
  - 「風のあと咲き」（2020年）
- NHK-FM 青春アドベンチャー
  - 「鷲の歌」（2014年）
  - 「氷山の南」（2012年） - ジャクソン博士
  - 「いまはむかし〜竹取異聞〜」（2013年） - 藤原不比等
  - 「走れ歌鉄!」（2016年）
  - 「晴れたらいいね」（2016年）
  - 「猫はどこへ行った」（2017年）
  - 「武揚伝」（2018年）
  - 「ベルリン1989」（2019年）
  - 「1848」（2021年）
  - 「昼も夜も彷徨え」（2022年）
- ラジオシアター〜文学の扉（2014年、TBSラジオ）

### ボイスオーバー
- NHKスペシャル
  - 「平成史スクープドキュメント」（2018年 - 2019年）
  - 「幻のオリンピック: 戦争とアスリートの知られざる闘い」（2019年）
  - 「原爆初動調査 隠された真実」（2021年）
  - 「そして、学徒は戦場へ」（2022年）
  - 「ビルマ 絶望の戦場」（2022年）
- 人類、月に立つ（NHK-BS2） - ドン・アイゼルの声
- BS世界のドキュメンタリー（NHK-BS1）